# Gerrit van Stellingwerf
Gerrit van Stellingwerff (Amersfoort, april 1614 - aldaar, ca. 1659) is een van de minder bekende Nederlandse kunstschilders uit de Gouden Eeuw. 

## Leven
Gerrit van Stellingwerff is de zoon van Laurens van Stellingwerff, waard in De Vergulde Swaen(e) aan de Utrechtsestraat te Amersfoort. Uit zijn tweede huwelijk, met Geertje Jans, werd in april 1614 Gerrit Laurensz (Louwerensz) geboren.
Gerrit van Stellingwerf trouwde in 1645 met Bijtgen Peters Borts van Buytendijck uit Soest en kreeg met haar vijf kinderen. Het gezin woonde in de Breestraat. Daar bezat Van Stellingwerf twee huizen, waarvan hij er één verhuurde. Door financiële problemen zag hij zich uiteindelijk gedwongen beide woningen te verkopen. In een van de panden kon het gezin wel blijven wonen, door dat van de nieuwe eigenaars huren.
Een van zijn schuldeisers was de eveneens Amersfoortse schilder Paulus Bor (1605-1669). Er is verder weinig bekend over het leven van Van Stellingwerf of de opleiding die hij genoot. Hij was lid van het Amersfoortse St. Lucasbroederschap.

## Enkele werken
- Altaarstuk De bespotting van Christus, 1643, ontdekt in 1989 in de St. Jozefkerk te Achterveld.
- Tekening, Ingang van een ruïne bij Rome (1643), collectie Museum Flehite.
- Vanitasstilleven uit 1641, collectie van M-Museum Leuven in Leuven (België).
- College der Kerkmeesters, 1657, Sint-Joriskerk Amersfoort

Hieronder is twee derde van het schilderwerk van Van Stellingwerff weergegeven. 

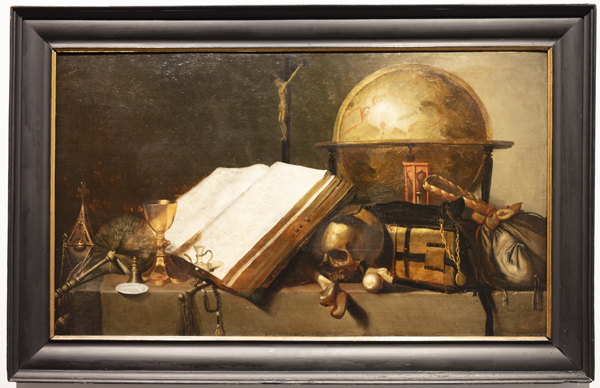
Vanitasstilleven (1641)
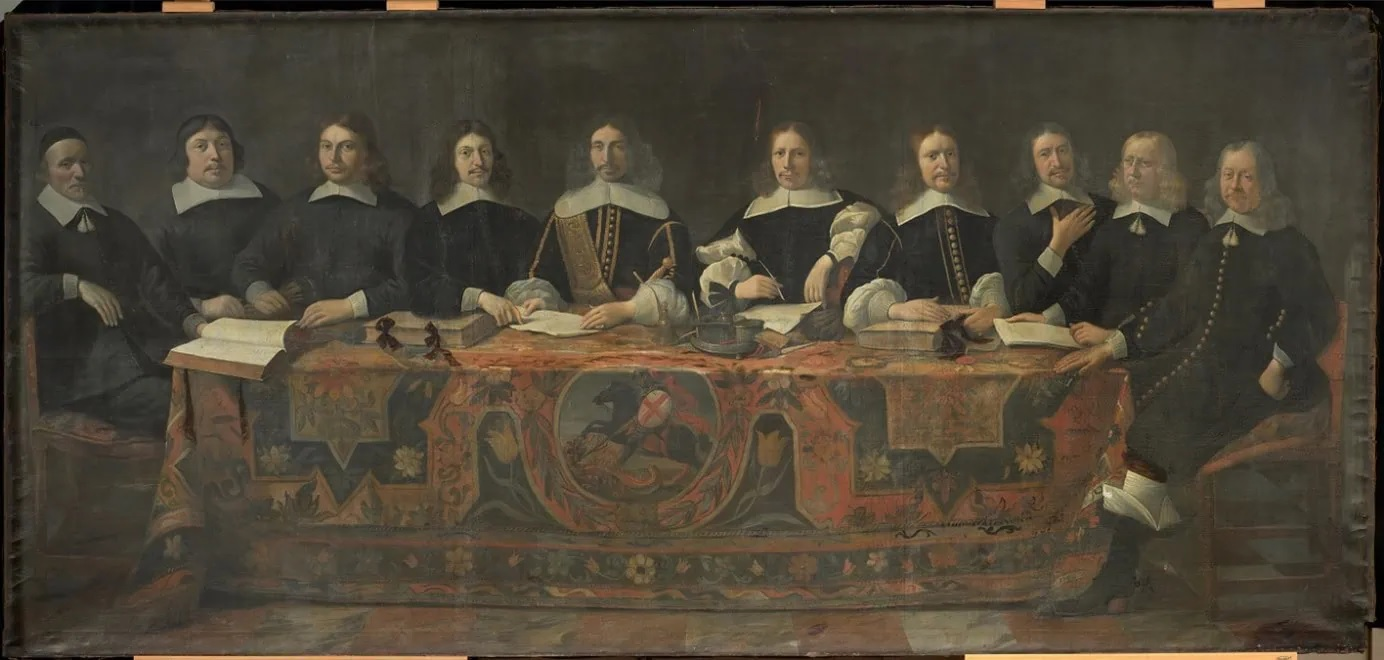
Concordia of De regenten van de St.Joriskerk (opdracht 1655, gesigneerd 1657) St. Joriskerk, Amersfoort

## Onderwerpen en schildertechnische aspecten
Meestal schilderde Van Stellingwerff de regenten van de St. Joriskerk. Met name in 1655/1656 was dit zijn favoriete onderwerp. Kenmerkend aan het oeuvre van Van Stellingwerff is dat hij de kleur roze mijdt en meestal rechthoekige lijsten voor zijn schilderijen gebruikt.

## Vernoeming
Ondanks het geringe oeuvre is er toch een straat naar Van Stellingwerff vernoemd in zijn geboortestad Amersfoort, in de wijk Soesterkwartier. De Gerrit van Stellingwerfstraat was de eerste straat op het terrein Knoesthof voorbij het huis Puntenburg. Hij verbindt de Soesterweg met de Noordewierweg.

## Expositie en restauratie Concordia
Van 13 mei – 28 juni 2025 is er een expositie genaamd CONCORDIA in de St. Joriskerk in Amersfoort. In deze expositie staat het regentenportret "De kerkmeesters van de Sint-Joriskerk" cenraal. 
De expositie heeft ook ten doel om fondsen te werven voor de restauratie van het schilderij. Er is ongeveer 95.000 euro nodig om het gehavende schilderij te restaureren.